# النير (نجم)
النَّيِّر أو نَيِّر الكُرْكِيّ (بالإنجليزية: Alnair)‏ أو HR 8425 وفق فهرس هارفارد ‏، أو ألفا الكركي أو α الكركي (بالإنجليزية: Alpha Gruis أو α Gruis، يُختصر إلى Alpha Gru أو α Gru)‏، هو ألمع نجم في كوكبة الكركي. قدره الظاهري 1.7، يقع على بعد يقدر بنحو 101 سنة ضوئية عن الأرض.

## التسمية
α غرويس (اللاتينية لألفا غرويس) هي تسمية باير للنجم (ولقد رسمة يوهان باير في أطلسة السماوي لعام 1603).
ويحمل الاسم التقليدي Alnair أو Al Nair (أحيانا Al Na'ir في قائمة النجوم المحددة للملاحة ) الاسم مشتق من الكلمة العربية النَّيَّر التي تعني "لامع". Alnair هو أيضًا الاسم التقليدي للنجم زيتا قنطورس في الرزنامة الفلكية في منتصف القرن العشرين.
وفي عام 2016، نظم الاتحاد الفلكي الدولي فريقًا عاملًا معنيًا بأسماء النجوم لفهرسة وتوحيد الأسماء الخاصة للنجوم للمجتمع الفلكي الدولي. أستحسن الفريق اسم النير لهذا النجم في 21 أغسطس 2016  وموجود الآن في فهرس الاتحاد الفلكي الدولي لأسماء النجوم.
في علم الفلك العربي ينتمي النير لكوكبة الحوت الجنوبي.

## الخصائص
النير من ألمع للنجوم في السماء ليلا ترتيبة 32 وهو نجم شبة عملاق أزرق ولايوجد لة مرافق معروف. النير تصنيفة النجمي B6 V, على الرغم من أن بعض المصادر تعطيه تصنيفا B7 IV. يشير التصنيف الأول إلى أنة نجم من النوع B على التسلسل الرئيسي للنجوم التي تولد الطاقة من خلال الاندماج النووى الحرارى للهيدروجين في قلب النجم. ومع ذلك، فإن فئة اللمعان «الرابعة ('IV)» تشير إلى أنة نجم شبه عملاق؛ وهذا يعني أن إمدادات الهيدروجين في قلب النجم قد استنفدت وبدأ النجم عملية التطور بعيدا عن التسلسل الرئيسي. للنير كتلة تعادل حوالي أربعة أضعاف كتلة الشمس ويشع 263 ضعف ماتشعة الشمس من ضياء.
القطر المرئي للنجم 1.02 ± 0.07 ملي ثانية القوس. عند في مسافة تزيح قدرها 101 سنة ضوئية (31 فرسخ فلكي) من الأرض، وهذا ينتج حجم مادي 3.4 ضعف نصف قطر الشمس. ويدر النير بسرعة سرعة الدوران المتوقعة حوالي 215 كم/ث توفر هذة تقيد منخفض لمعدل دوران السمت على طول خط الاستواء.
تقدر درجة الحرارة الفعالة للغلاف الخارجي للنير 13,920 كلفن ما يمنحة لون أزرق وأبيض وهي سمة النجوم من النوع- B. وفرة العناصر الأخرى غير الهيدروجين والهليوم، أو ما يسمية الفلكيين المعدنية، حوالي 74٪ من الوفرة المعدنية في الشمس.
استنادا إلى العمر المقدر والحركة، قد يكون النير عضوا في مجموعة أبو سيف المتحركة [الإنجليزية] التي تتقاسم حركة مشتركة عبر الفضاء. هذه المجموعة لديها عمر يقدر بحوالي 70 مليون سنة، وهذا يتوافق مع عمر النير المقدر بحوالي 100 مليون سنة (مما يسمح بهامش خطأ). السرعة الفضائية لهذا النجم في نظام الإحداثيات المجرية [U, V, W] = [–7.0 ± 1.1, –25.6 ± 0.7, –15.5 ± 1.4] كم/ث.

## وصلة خارجية
- Kaler، James B.، "AL NAIR (Alpha Gruis)"، Stars، University of Illinois، مؤرشف من الأصل في 2019-05-06